# Pidor Sam Oeun
Pidor Sam Oeun (sinh ngày 20 tháng 5 năm 1996 ở Campuchia) là một cầu thủ bóng đá người Campuchia hiện tại thi đấu cho Preah Khan Reach Svay Rieng ở Giải bóng đá vô địch quốc gia Campuchia.

## Sự nghiệp quốc tế
Anh ra mắt quốc tế trong trận giao hữu trước Bhutan vào ngày 20 tháng 8 năm 2015.